# Bernard Haitink
Bernard Johan Herman Haitink CH KBE (Amsterdam, 4 de març de 1929 - Londres, 21 d'octubre de 2021) fou un director d'orquestra i violinista neerlandès.

## Biografia

### Primers anys
Bernard Haitink va nàixer a Amsterdam, fill de Willem Haitink i Anna Haitink. Va estudiar al Conservatori d'Amsterdam. Va ser violinista de diverses orquestres abans de fer estudis de direcció orquestral amb Ferdinand Leitner entre 1954 i 1955.

### Carrera
Esdevingué segon director de l'Orquestra d'Unió Ràdio Neerlandesa l'any 1955. Va assolir del càrrec de director en cap de l'Orquestra Filharmònica de la Ràdio Neerlandesa l'any 1957. El seu debut amb l'Orquestra del Concertgebouw va tenir lloc el 7 de novembre de 1956, en substitució d'un malalt Carlo Maria Giulini. Després de la sobtada mort d'Eduard van Beinum, va ser nomenat primer director de l'Orquestra del Concertgebouw, l'1 de setembre de 1959. N'esdevingué director principal l'any 1961, però va compartir el càrrec amb Eugen Jochum fins a l'any 1963, quan assumí aquesta responsabilitat en solitari. A principis de la dècada del 1980, Haitink va amenaçar amb l'abandó del seu càrrec com a protesta davant les amenaces del govern de retallar les subvencions al Concertgebouw, el que hauria portat a què 23 dels músics foren despatxats. Finalment, la situació financera es va arranjar, i Haitink hi romangué com a director en cap fins a l'any 1988. El 1999 va ser-ne nomenat director honorari.
Fora dels Països Baixos, Haitink ha estat director principal de l'Orquestra Filharmònica de Londres entre 1967 i 1979. També va ser director musical del Festival de Glyndebourne entre 1978 i 1988. Va gaudir de la mateixa posició a la Royal Opera House, Covent Garden de Londres entre 1987 i 2002, on va ser lloat com un músic consumat però també críticat per les seues carències com a gestor. Entre 2002 i 2004 va ser director en cap de la Staatskapelle de Dresden. El seu contracte original amb Dresden concloïa l'any 2006, però Haitink hi va renunciar l'any 2004 a causa de les seues diferències amb l'Intendent de la Staatskapelle, Gerd Uecker, sobre l'elecció de successor.
Com a director invitat, Haitink ha estat principal director invitat de l'Orquestra Simfònica de Boston entre 1995 i 2004, any en què va ser-ne nomenat director emèrit.
A més, ha aparegut amb l'Orquestra Nacional de França i l'Orquestra Simfònica de Londres. A principis de la dècada del 2000 va enregistrar els cicles complets de les simfonies de Beethoven i Brahms amb l'Orquestra Simfònica de Londres en viu; aquestes edicions es van fer arran de la influent iniciativa de l'orquestra de comptar amb un segell discogràfic propi: el "LSO Live". En particular, el cicle de Beethoven va ser mereixedor de diversos guardons. Haitink també va continuar amb la seua llarga relació amb l'Orquestra Filharmònica de Viena i amb l'Orquestra Simfònica de la Ràdio de Baviera. També és membre honorari de l'Orquestra Flharmònica de Berlín.
A l'abril de 2006, després d'una sèrie de concerts durant dues setmanes del març anterior amb l'Orquestra Simfònica de Chicago (CSO), va ser-ne designat per al lloc, de recent creació, de director principal, efectiu per a la temporada 2006-2007. La durada del contracte és de quatre anys. Haitink havia rebutjat una oferta de la CSO per ser-ne director musical, adduint-hi la seua edat. Pel que fa al seu contracte, Haitink va afirmar que «tots els directors, incloent-hi jo mateix, tenen data de caducitat».
L'any 1977 va ser nomenat cavaller de l'Orde de l'Imperi Britànic. El 2002 va ser designat com a Company d'Honor (Orde dels companys d'honor). El 2007, Musical America el va designar com a Músic de l'any.
Haitink va dirigir un ampli repertori, incloent-hi els cicles simfònics complets de Ludwig van Beethoven, Johannes Brahms, Robert Schumann, Piotr Ilitx Txaikovski, Anton Bruckner, Gustav Mahler, Dmitri Xostakóvitx, Ralph Vaughan Williams, i les integrals dels concerts per a piano de Beethoven i Brahms, que va enregistrar amb Claudio Arrau entre altres importants solistes. Al novembre de 2006, la CSO va anunciar una nova iniciativa radiofònica i fonogràfica, el primer CD dels que van ser enregistrats arran dels concerts de Haitink amb la CSO d'octubre de 2006 de la Simfonia núm. 3 de Gustav Mahler. Aquest CD va ser publicat al maig de 2007.
Haitink havia declarat l'any 2004 en un article seu que ja no dirigiria òpera, però en va fer excepcions l'any 2007 amb tres sessions del Parsifal a Zuric, al març i a l'abril, i cinc de Pelléas et Mélisande a París (Théâtre des Champs-Élysées) al juny. També havia dit l'any 2004 que no preveia dirigir de nou a la Royal Opera, Covent Garden. No obstant això, a l'abril de 2007 es va fer l'anunci que Haitink tornaria a la Royal Opera al desembre de 2007 amb la mateixa producció de Parsifal donada a Zuric, i ell va complir amb aquest compromís.

### Vida privada
Haitink tingué cinc fills del seu primer matrimoni amb Marjolein Snijder. Amb la seua quarta i actual muller, Patricia Bloomfield, una advocada i antiga viola de l'orquestra del Covent Garden, tenia casa a Suïssa.

## Distincions
- Membre de l'Orde dels Companys d'Honor
- Cavaller Comandant de l'Orde de l'Imperi Britànic
- Premi Erasmus per la seva contribució a la construcció d'Europa.

## Discografia
Haitink ha fet nombrosos enregistraments per a un ampli ventall de discogràfiques, com ara Philips Records, EMI Classics, Columbia Records, LSO Live, KCO Live i CSO Resound. Entre els seus treballs cal esmentar l'obra orquestral completa de Claude Debussy, les dues simfonies d'Edward Elgar, les tres òperes de Wolfgang Amadeus Mozart/Lorenzo Da Ponte i la tetralogia Der Ring des Nibelungen completa.